# オードリー・ヘプバーンの庭園紀行
『オードリー・ヘプバーンの庭園紀行』（おーどりー・へぷばーんのていえんきこう、原題：Gardens of the World with Audrey Hepburn）は、1993年1月21日からアメリカPBSで放映された、世界の庭園をオードリー・ヘプバーンが紹介するドキュメンタリー。初放送はヘプバーンが亡くなった翌日であり、ヘプバーンにとっては遺作となった。ヘプバーンの衣装はラルフ・ローレン。

## 概要
オードリー・ヘプバーンが案内役となって、世界の庭園を紹介する30分番組。全8回。撮影は1990年の4月のオランダから始まり、5月にはヘプバーンは3回目の、そして最後の来日を果たし、京都の西芳寺（苔寺）やパナソニック迎賓館の真々庵を訪れて撮影している。この際にもヘプバーンと交流のある加藤タキがコーディネーターを務めた。
奇しくも初回の放送の1993年1月21日はオードリー・ヘプバーンが亡くなった翌日であった。ヘプバーンはこの作品で、死後にエミー賞を受賞している。
なお、初回の1993年に放送された際には全8部の中の6部だけで、『日本の庭園』『トロピカル・ガーデン』は1996年になって初めて放送された。

## スタッフ
- 案内役：オードリー・ヘプバーン
- ナレーター：マイケル・ヨーク
- エグゼクティヴ・プロデューサー：ジャニス・ブラクシュレーガー
- プロデューサー：スチュアート・クロウナー
- 監督：ブルース・フランチーニ
- 脚本：グレン・ベレンバイム、ウェイン・ウォーガ
- チーフ庭園コンサルタント：ペネロープ・ホブハウス、エルビン・マクドナルド
- 撮影監督：ジェリ・ソバネン
- コーディネート・プロデューサー：ジュリー・リエファーマン
- アシスタント・プロデューサー：ケイト・コーエ、ダナ・ローゼンタール、アン・シャムゴチアン
- 編集コンサルタント：ウォルター・ルーイ
- プロダクション・マネージャー：ウォルター・ルーイ（イギリス）、ビッキー・メリック（イタリア）、ケン・ショート（フランス、イタリア、アメリカ）
- 第一アシスタントカメラ：ピーター・ホーキンス
- 第二アシスタントカメラ：フランク・デマルコ
- デザイン・美術：ウォレン・グリーン・デザイン
- 彩色：パシフィック・フィルム・ラボラトリーズ、エレクトリック・ラボラトリー・レイザー・パシフック
- オフライン編集：コルベコ・プロダクション、プラネット・スリー・エンタテイメント・グループ
- 製作：ベレニアル・プロダクション

## 製作
最初にオードリー・ヘプバーンの名前を持ち出したのはコーディネート・プロデューサーのジュリー・リエファーマンであった。「『オードリー・ヘプバーンの庭園紀行』と言っただけで、人々の顔が輝いた」とエグゼクティヴ・プロデューサーのジャニス・ブラクシュレーガーは言う。1989年夏、オードリー・ヘプバーンは『庭園紀行』の仕事を引き受けた。ヘプバーンは「私は庭園と花が大好きなので、この仕事に興味を引かれ、胸を躍らせました。そしてまたこの仕事がなければ見ることはなかったであろう庭園を見る機会を与えてくれました。」と答えている。
9月初めにはプロデューサーのジャニス・ブラクシュレーガーとスチュアート・クロウナーはヘプバーンと打ち合わせを開始。ヘプバーンとパートナーのロバート・ウォルダーズはその朝にユニセフの出張から戻ってきたばかりだった。
ヘプバーンが出ることで、髪やメイクや衣装などで一流の人をサポートにつけようとクロウナーは考え、予算が20万ドルから30万ドル追加になった。そしてクロウナーがヘプバーンに衣装や髪やメイクで連れて行きたい人がいるか尋ねたところ、ヘプバーンはスティーヴン・スピルバーグの『オールウェイズ』で一緒だった数人の名前を挙げた。そこで交渉を始めたものの、それが非常に高くつきそうになった。ところが3週間後、ヘプバーンから電話がかかってきて、「考えたんだけど、行く先々でドライヤーを借りてくれて、アイロン台とアイロンを借りてくれたら、髪もメイクも衣装も自分でやるわよ」と言ってきた。ブラクシュレーガーは「アイロンがけなんかさせるわけにはいきません！」と何度も断ったが、ヘプバーンは「いいのよ。アイロンがけは好きなの。」と言って、結局ヘプバーン自身が髪もメイクもアイロンがけもやることになった。
ヘプバーンは衣装はラルフ・ローレンに相談。ヘプバーンはローレンに「私が好きな事を、全部あなたは思い起こさせてくれるのね。田舎、霧の朝、夏の午後、広々とした戸外、馬、トウモロコシ畑、野菜畑、暖炉、ラッセル・テリア。少しも気取ったところがない点を尊敬するわ。」と言っている。3ヶ月にわたる撮影で着る物を選ぶため、ヘプバーン、ローレン、ブラクシュレーガー、クロウナーはニューヨークで打ち合わせをした。ヘプバーンはその衣装が自分に合うかどうかだけではなく、訪れるそれぞれの庭に合わせて選んだ。後にマウント・バーノンでの衣装を見た人から、「あれはあの日のためにデザインされたオリジナルでしょうね？」と問われたローレンは、「そうじゃない。店の中を一周して彼女が自分で選んだんだ。みんな既製のデザインだったよ。」と答えている。
1990年4月にはオードリー・ヘプバーンの故郷であるオランダから撮影を開始。今は博物館となっているヘプバーンの一族のドールン城で「オードリー・ヘプバーン・チューリップ」の命名式を行なった。そこでヘプバーンは母親方の叔母と会っている。また『庭園紀行』の製作中には公認の「オードリー・ヘプバーン・ローズ」も生まれている。
ヘプバーンとプロデューサーたちは、撮影は朝に2時間、夕方に2時間という時間の管理をした。クロウナーは「これはこちらにとっても都合がよかった。戸外の写真を撮る時、真っ昼間は光線の具合が平板になるから避けたい。光線の具合が一番いいのは夕方で、次にいいのが朝なんだ。オードリーはそれを知っていた。だから我々は昼間は別のことをして、それから彼女に呼び出しをかけた。」と言った。
ロケはさまざまな種類の花の盛りに撮影したかったため、大変厳しいスケジュールになっていた。イタリアからイギリスに飛んだ時は、年に一度のバラの開花にかろうじて間に合い、続いて大急ぎで地球を半周してドミニカ共和国に飛ぶといった具合であった。
ヘプバーンのスケジュールはユニセフ親善大使としての妨げにならぬように緻密に計算されており、はじめはあまりにも遠い日本に行く契約は入ってなかった。しかしブラクシュレーガーは日本庭園抜きでは完璧ではないと思い、ヘプバーンを説得した。ヘプバーンはためらう事なく、快く日本行きを承諾してくれたという。最終的にはヘプバーンは日本庭園に深く感動している。「京都の真々庵にある回遊式日本庭園は、自然界の細部や陰影に対する感性を呼びさまします。」と序文で書いたほか、特に日本で気に入ったのは西芳寺であるという。ブラクシュレーガーは「初めて会った時から、オードリーがより自然なスタイルの庭を好む事がわかった。幾何学的な庭と完璧な構造にはそれほど魅力を感じてなかった。」と言っている。
ブラクシュレーガーは、ヘプバーンに関して「いつも時間を守って、仕事に取りかかれるばかりにしていた。セリフをちゃんと覚えていたばかりか、彼女の助言で台本がさらに充実したものになった」と語った。また、旅行中のヘプバーンの手助けをするのが主な仕事だったコーディネート・プロデューサーのジュリー・リエファーマンは、「この地球上の99％の人たちより才能があり、しかも時間をきちんと守って、自分の役をしっかりつかみ、感じが良くて、プロで、素晴らしい映像になるのよ！今のスターは “オードリー・ヘプバーン・スター教育学校” で教えてもらうべきよ！」と語っている。
7月に撮影が終了し、予算の残りが少ないことを知ったヘプバーンは、パートナーのロバート・ウォルダーズと共に、スタッフのためにディナーを催した。ヘプバーンは出演料はユニセフに寄付している。

## エピソード
- コーディネート・プロデューサーのジュリー・リエファーマンはプロダクションとの連絡係としてオードリーの世話をし、全体的な目配りをする役であった[5]。だが、まもなく立場が逆転し始めた[5]。リエファーマンは「結局彼女が私の世話係になってしまった。番組の製作中ヨーロッパとロサンゼルスをしょっちゅう行き来していたので、いつも時差ボケに悩まされていた。オードリーと一緒に車のバックシートに座っていると、必ずと言っていいほど眠ってしまう。眼が覚めると彼女の肩を枕がわりにしている有様で、みんなにからかわれた。でも彼女は『さあ、遠慮せずに私の膝の上で眠りなさい。』と言って、ブルーのケープを私に掛けてくれた。私は世界を駆け巡った何週間もの間にしょっちゅうオードリー・ヘプバーンの膝の上で眠ることになった。」と語っている[3]。
- 最後のロケ地イギリスでリエファーマンの手持ちの衣装が足りなくなった[21]。平日の休みがあったので、ヘプバーンがリエファーマンをショッピングに誘ったが、「明日着る服を洗濯してアイロンをかけなくちゃいけないんです」と断った[21]。するとヘプバーンが「ここへ持っていらっしゃい。なんとか方法を考えてみましょう。」と言ったので、リエファーマンは言われた通りにした[21]。泊まっているホテルで洗濯はしてくれたが、アイロンはかけてくれなかった[21]。二人はショッピングに出かけ、帰ってくるとヘプバーンが「パンツとシャツを寄越しなさい。アイロンをかけてあげるわ。」と言い、「いいえ、そんな恐れ多いことはできません」「あなたアイロンのかけ方は知っているの？」「あまりよく知らないけどやってみます」「いいから寄越しなさい」「ダメです。あなたにアイロンをかけてもらったことが知れたら大変なことになってしまいます」と押し問答が続き、パンツの奪い合いをしていた[22]。ついにリエファーマンが折れ、ヘプバーンは楽しそうにリエファーマンのパンツとシャツにアイロンをかけて畳んだという[23]。
- 『庭園紀行』の部分的プレビューと、ヘプバーンを記念するハイ・ティー（アフタヌーン・ティー）が1991年3月にカルティエのニューヨーク本店で催された[12]。カルティエは『ティファニーで朝食を』に対抗して、『カルティエでハイ・ティーを』と宣伝したかったのだという[12]。その時ヘプバーンは、「私は『ティファニーで朝食を』食べ、カルティエでハイ・ティーをいただきました…となると次はブルガリでディナーをとらなくてはいけないのでしょうね。」と言ってみんなを笑わせた[12]。
- 『庭園紀行』は1991年3月に本にもなり、その収益の一部がユニセフに寄付されることになった[24]。ヘプバーンはマディソン・アベニューのラルフ・ローレンの店でサイン会を開いたが、あまりに大勢の人がつめかけたので、長蛇の列が店のある一角を一周してパーク・アベニューにまで続いた[25][26][24]。
- この作品はこれまで1997年に日本コロムビアからVHS、2001年に同じく日本コロムビアからDVD-BOXが出ているが、2008年8月に株式会社オンリー・ハーツから出たDVD-BOXでは、日本版だけの特典として『美しさを求めて』というヘプバーンのインタビューや未公開の撮影風景をまとめたDVDが付いている[9]。

## 紹介される庭園
1.『バラとバラ園』
- ライ＝レ＝ローズ：フランス・パリ南部
- モティスフォント修道院：イギリス・ハンプシャー州モティスフォント
- ジヴェルニーの庭（モネの庭）：フランス・ノルマンディー地方ジヴェルニー
- ラ・ピエトラ荘：イタリア、シエナ
- チルコム荘：イギリス・ドーセット
- チェティナーレ荘：イタリア・シエナ
- バガテル公園：フランス・パリ ブローニュの森

2.『チューリップと春の球根草』
- キューケンホフ公園：オランダ・アムステルダム
- ヘット・ロー宮殿：オランダ・ヘンダーランド州アベルドールン
- チェニーズ荘：イギリス・バッキンガムシャー州チェニーズ
- ガーシントン荘：イギリス・オックスフォード州ガーシントン

3.『整形式庭園』
- ガンべライア荘：イタリア・フィレンツェ近郊セティニャーノ
- アルハンブラ宮殿：スペイン・グラナダ
- アドリアーナ荘：イタリア・チボリ
- ランテ荘：イタリア・バニャイア
- クーランス城：フランス・パリ南部
- ベルサイユ庭園：フランス・パリ南西
- ヘット・ロー宮殿：オランダ・ヘンダーランド州アベルドールン
- マウント・バーノン：アメリカ・ヴァージニア州アレキサンドリア
- ヒドコート荘：イギリス・グロスターシャー州コッツウォルズ

4.『フラワー・ガーデン』
- ティンティンハル荘：イギリス・サマセット州
- ジム・バック・ロス農林博物館：アメリカ・ミシシッピー州ジャクソン
- ジヴェルニーの庭（モネの庭）：フランス・ノルマンディー地方ジヴェルニー

5.『カントリー・ガーデン』
- ニンファ庭園：イタリア、ローマ南東ラチオ地方
- チルコム荘：イギリス・ドーセット

6.『公園と樹木』
- リュクサンブール公園：フランス・パリ左岸
- ブローニュの森：フランス・パリ西端
- モンソー公園：フランス・パリ　セーヌ右岸第8区

7.『日本の庭園』
- 西芳寺：京都市西京区
- 龍安寺：京都市右京区
- 大仙院：京都市北区
- 龍源院：京都市北区
- 金地院：京都市左京区
- 平安神宮：京都市左京区
- ブルックリン植物園：アメリカ・ニューヨーク　マンハッタン南東部
- 桂離宮：京都市西京区
- 真々庵：京都市左京区

8.『トロピカル・ガーデン』
- ビラ・パンチャ：ドミニカ共和国・ サンティアゴ・デ・ロス・カバリェロス
- ケブン・ラヤ植物園：インドネシア・ジャワ島ボゴール
- チボダス植物園：インドネシア・ジャワ島ボゴール近郊
- ライオン植物園：ハワイ・オアフ島マノア
- タマン・ブンガ・ヌサンタラ植物園：インドネシア・ジャワ島ボゴール近郊
- ワイメア植物園：ハワイ・オアフ島北
- ホーマルヒア植物園：ハワイ・オアフ島東
- フォスター植物園：ハワイ・オアフ島ホノルル

## 賞歴
エミー賞情報番組個人業績賞 受賞：オードリー・ヘプバーン